# Футбол в Україні

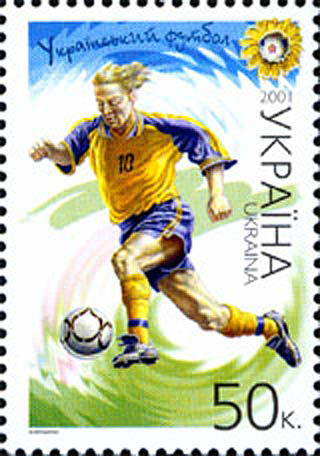
Марка України (2001): Український футбол

Футбол — найпопулярніший вид спорту в Україні. Головним керівним органом українського футболу є Українська асоціація футболу (УАФ), що набула статусу національної 13 грудня 1991 року як ФФУ.
До заслуг українського футболу, в період до 1991 року, у часи існування УРСР, можна включити два Кубка володарів Кубків УЄФА і Суперкубок Європи, здобуті київським «Динамо» в 1975 та 1986 роках; перемога збірної УРСР на Спартакіаді народів СРСР 1986 року. Крім того, до 1991 року багато українських футболістів виступали у складі збірної СРСР. Наприклад, у складі збірної СРСР, яка у 1988 році стала срібним призером чемпіонату Європи, серед 20 гравців фінальної стадії турніру було 12 представників українського футболу.
Найбільшими досягненнями українського футболу за роки незалежності є, насамперед, перемога збірної України U-20 на чемпіонаті світу 2019 року серед молодіжних команд, вихід київського «Динамо» до півфіналу Ліги чемпіонів УЄФА у сезоні 1998/99, друге місце збірної U21 на чемпіонаті Європи 2006 серед молодіжних команд, перемога команди U19 на Євро 2009, що проводилось в Донецьку та Маріуполі, участь національної збірної України у чемпіонаті світу 2006, де українці дійшли до 1/4 фіналу, здобуття разом з Польщею право на проведення Євро-2012, Кубок УЄФА 2009, який завоював донецький «Шахтар», вихід «Дніпра» у фінал Ліги Європи 2015, а також вихід збірної України до 1/4 фіналу на Євро-2020.

## Назва в Україні
Найперша книжка українською мовою про футбол видана у 1900 році під назвою Копана (Association Football), від ко́пати — ударяти, бити, штовхати ногою, від чеськ. kopaná — футбол.
1906 року професор Іван Боберський видав книгу «Копаний м'яч».
До радянської анексії на заході Україні використовували назву ко́паний м'яч, або ко́панка.
Згідно зі спогадами Степана Шаха, професор Іван Боберський 1908 року організував серед учнів Академічної Гімназії Львова «Спортовий Кружок гри ножної пилки», від пол. piłka nożna, який самі гімназисти називали «футбалевий клюб».

## Історія

### Проникнення гри
Коріння цієї гри на території теперішньої України сягають кінця XIX століття і ведуть до Одеси. Одними з перших гравців у футбол були англійські моряки в порту Одеси, які створили і найперші команди (ОБАК — «Одеський британський атлетичний клуб» створено у 1878). У 1884 році в Одесі було збудоване перше футбольне поле, гру «foot-ball» іноземці популяризували серед місцевого населення. У 1892 році в Одесі заснований німецький спортивний клуб «Турн-Ферайн» з секцією футболу.
У 1899 році в Одесі заснована футбольна команда виключно з місцевих жителів.
З того моменту кількість одеських футбольних команд тільки зростала: О.Г.Ф. (Одеський гурток «Футбол»), «Вега», «Местран» та багато інших.
Пізніше гра проникла до Західної України, де діяли осередки спортивного товариства «Сокіл» (складалось з поляків, українців, чехів). Перші правила футбольної гри надруковано у монографії «Гімнастичні ігри шкільної молоді», яку видав у 1891 році Едмунд Ценар — професор учительської семінарії у Львові. Федерація футболу України за матеріалами, наданими львівськими істориками спорту, постановила вважати гру, яка відбулася 14 липня 1894 року у Львові, першим документально зафіксованим футбольним матчем на території України.

### 1894—1901: перші документально зафіксовані матчі на території сучасної України
Перші документально зафіксовані матчі на теренах України відбулись коли західноукраїнські землі входили до складу Австро-Угорської імперії, яка ще у 1869 році ввела гімнастику («цим словом позначалась фізична культура») в шкільну навчальну програму. Саме ж фізичне виховання та спорт були у великій пошані та підтримувались на державному рівні. Тож не дивно, що саме на цих територіях склалися більш сприятливі умови для розвитку спортивного руху, в тому числі і футболу.

#### Галичина
За даними обсерваторії Львівської політехніки 14 липня 1894 року денна температура становила +24 °C. У ті дні у Львові тривала Загальна крайова виставка, протягом якої відбувалися різноманітні конференції інженерів, літературознавців, гостям міста продемонстрували нову трамвайну лінію, що вела до Стрийського парку тощо. У рамках виставки на полі, що знаходилося у Стрийському парку, відбулася міжміська гра між командами, що представляли спортивно-гімнастичне товариство «Сокіл» — Львів проти Кракова.
Матч розпочався 14 липня 1894 року о 17:00: господарі грали у білих футболках та сірих гімнастичних штанцях, а гості — у білих футболках та синіх штанцях. Поєдинок судив професор Зигмунт Виробек з Кракова. На стадіоні місткістю 10 000 глядачів зібралося близько 3 000 людей. Гра тривала 7 хвилин — до першого забитого гола. Цей м'яч провів другокурсник учительської гімназії Володимир Хомицький, який діяв на лівому боці поля. Тактики й стратегії у діях футболістів майже не було — головним завданням було проштовхнути м'яч повз воротаря у ворота. Стійками воріт служили два прапорці, увіткнуті у землю.

#### Буковина та Закарпаття
На теренах Буковини та Закарпаття перші футбольні матчі відбулись в період травня — серпня 1901 року. 
Перший футбольний матч на Буковині, який завершився з рахунком 7:0 — відбувся 12 травня 1901 року у Чернівцях на стадіоні біля річки Прут (тобто теперішній стадіон «Мальва»). Перемогу здобула команда, яка була заснована студентами Чернівецького університету на базі університетської спортивної гімнастичної секції (за твердженням окремих дослідників вважається що саме ця команда стала предком клубу «Ян»). Голи в тому історичному матчі забили: Ю. Цьопа – 3, Т. Співак – 2, Л. Михайлов та З. Штерн – по 1.
15 серпня 1901 року відбулася перша офіційна футбольна зустріч і в Ужгороді, де місцева команда (збірна учнів міста) поступилася угорському клубу «БАК» (Будапештський атлетичний клуб) з рахунком 0:3.

### 1902—1914

Пам'ятний знак на місці першого в Україні футбольного матчу. Львів (Стрийський парк)

У Одеській футбольній лізі (створена у 1910 році) брали участь ОБАК (Одеський британський атлетичний клуб), О.Г.Ф. (Одеський гурток «Футбол»), шереметьєвці, «Спортінг-Клуб», «Вега», «Індо», «Турн-Ферайн» (команда німецького спортивного товариства) і «Флорида».
У 1900-х роках перші футбольні клуби виникають у багатьох містах України — ініціаторами є переважно молодь, студенти вищих шкіл. У багатьох містах першими гравцями були робітники та моряки з країн Європи.
«Сокільський рух», започаткований чехами у середині XIX століття, був причетний до розвитку гри у Києві. Перша команда — «Південь» (1902) складалася переважно із чехів. Згодом її було перейменовано на «Сокіл». Одним з осередків київського футбольного руху був Політехнічний інститут, студенти якого створили команду «Політехніки» (1906). У 1911 році 6 київських клубів організували першу міську лігу: «Любителі спорту», Спортивно-Гімнастичний Кружок при Київському Політехнічному інституті, Кружок  «Славія», Кружок «Спорт», Польське Гімнастичне Товариство та гурток «Фенікс». Виграли турнір «Політехніки», вони ж у 1913 році під час Всеросійської олімпіади яка проходила у Києві, перемогли в показовому турнірі 4 (ще взяли участь «Спорт», «Любителі спорту», «Славія»).
В 1903 році у Львові спудеї першої реальної школи утворили ФК «Слава», що згодом став предком клубу «Чарні». У тому ж році німецькі студенти з Чернівців теж сформували власну футбольну команду, яка на довгі роки стала флагманом буковинського футболу (у 1903 році ФК «Ян» був офіційно зареєстрований і документально зафіксований як спортивне німецьке товариство). Тож, можна з впевненістю стверджувати, що ці два футбольні клуби стали первістками футбольного клубного руху в Україні.
Також у 1904 році свою спортивну команду зробила четверта львівська гімназія — КГС (Клуб Гімнастично-Спортовий). Цю команду через 3 роки перейменовано на «Погонь» — у міжвоєнний період вона буде одним із флагманів польського футболу. Учні 3 та 6 львівських гімназій створили команду «Лехія» (1905). В 1907 році в Чернівцях польською громадою міста був утворений клуб «Сарматія» вона же «Полонія», а румунською — «РФК» він же «Драгош Воде».
У 1912 році ОФЛ вступила у Всеросійський футбольний союз, а 20 жовтня 1913 р., перемігши у фінальному матчі збірну Санкт-Петербургу (4:2), збірна Одеси стала чемпіоном Російської Імперії. У 1914 році представники футбольних ліг та спорттовариств і клубів створили Футбольний Союз Півдня Російської імперії, куди увійшли: Одеса, Херсон, Миколаїв, Севастополь, Донбас-ліга, Київ, Харків, Ростов-на-Дону, Таганрог, а в 1915 році провели першість, де перемогла Юзівка (Донецьк), що представляла Донбас-лігу.
Проводилися першості у містах та регіонах: Львів (1905—1914), Чернівці (1907—1914), Одеса (1910—1918), Київ (1911—1918), Харків (1912—1918), Галичина (1912—1914), Донбас-ліга (1913—1919, Катеринослав (Дніпро) (1916—1918).
Влітку 1914 року в Одесі та Миколаєві зіграв 5 матчів «Фенербахче» (Стамбул).

### 1919—1939 (УРСР)
Осередками футбольного життя радянської частини України залишалися великі міста: Київ, Одеса, Дніпропетровськ, Сталіно. Найкращі команди грали у Харкові — тодішній столиці республіки. Організацію Всеукраїнської Першості 1921—1923 років взяв на себе Всевобуч України і Криму, у 1923 році було створено Вищу Раду Фізкультури (згодом комітет) при якій 1932 року утворено секцію футболу. Першість УРСР у 1921,1922,1923,1924,1927,1928,1932 та 1934 роках виграли саме харків'яни. У 1931 році першість вперше вибороли кияни, а у 1935 році — Дніпропетровськ.
У 1929—1935 роках ПСТ Динамо УСРР розпочинає розігрувати кубок (першість) товариства. По три перемоги здобули динамівці Харкова і Києва.
Коли у 1924 році було організовано всесоюзний турнір, то Україну представляв «Штурм» (Харків), який став переможцем змагань в Україні. У московському святі фізичної культури у півфіналі представник УСРР розгромив збірну Закавказької РСР — 4:0, а у фіналі переграв команду РСФСР (Ленінграду) — 2:1. По завершенні змагань 8.09.24 українці обіграли також збірну СРСР — 1:0, а потім і збірну Москви — 2:0. Серед найкращих гравців 1920-х та 30-х рр. з першої столиці УРСР були футболісти збірної СРСР: Микола Кротов, Іван Привалов, Микола та Костянтин Фоміни, Олександр Штрауб, Казимир Піонтковський, Олександр Бабкін.
У 1927 році було засновано «Динамо» (Київ).
Саме «Динамо» було єдиною українською командою у найвищій лізі першого чемпіонату СРСР, який було проведено 1936 року. «Динамівці» у першому розіграші радянської першості посіли 2 місце. Одними з найкращих футболістів країни були воротар Антон Ідзковський, захисник Костянтин Фомін, нападники Костянтин Щегоцький і Віктор Шиловський. Але за чемпіонство боролися тільки сильні московські клуби («Динамо» та «Спартак»), а найвищим довоєнним показником киян залишилось віце-чемпіонство 1936 року. У 1937 році кияни зіграли зі збірною Басконії (1:3).

### 1919—1939 (українські землі поза УРСР)
У багатонаціональному Львові було декілька сильних команд, кожна з яких мала специфічну назву. Польські назви носили 2 найпотужніші клуби міста — «Погонь» і «Чарні», які регулярно виступали у найвищій лізі. Сильною командою була і «Гасмонея», в якій виступали євреї. Іншими провідними командами міста були «Лехія» і футбольна дружина спортового товариства «Україна». «Поґонь» провела всі 13 довоєнних турнірів вищої ліги, «Чарні» — 7, «Гасмонея» — 2 і «Лехія» — один. Всі галицькі команди виступали у чемпіонаті Львівської та Станіславської окружної ліги, переможець якого виходив до найвищої ліги. Серед не львівських дружин варто згадати колективи: «Ревера» (Станиславів), «Юнак» (Дрогобич) та «Погонь» (Стрий).
«Погонь» (Львів) 4 рази ставала чемпіоном Польщі (1922, 1923, 1925, 1926). До національної команди Польщі викликали кільканадцять гравців клубу, зокрема Спіридіона Албанського, Яна Васевича, Юзефа Гарбеня, Мечислава Бача, але найбільшими «зірками» були Міхал Матіяс і Вацлав Кухар. У чемпіонські роки «Погоні» клуб тренував австрійський футбольний тренер Карл Фішер. У першому (та єдиному довоєнному) Кубку Польщі львівська «Спарта» дісталася до фіналу, де програла краківській «Віслі» (0:2). У розіграші Чаші президента Польщі 1938 року перемогла збірна Львова, у складі якої грали представники «Погоні», РКС, «Лехії» та «України».
Також як і у багатонаціональному Львові, ряд сильних команд були представлені і в Чернівцях. В крайових змаганнях під патронатом румунської влади брали участь національні спортивні товариства румунів «Драгош Воде», німців «Ян», юдеїв «Маккабі» та «Хакоах», поляків «Полонія» та українців «Довбуш». До 1932 року переможці турніру (будучи частиною національного чемпіонату) отримували право зіграти у фінальній частині чемпіонату Румунії за звання чемпіонів країни, а саме найбільше участі в фінальній частині чемпіонату Румунії в період 1922—1932 років взяли: «Полонія» та «Маккабі» (тричі), «Ян» та «Драгош Воде» (двічі). Останні три були учасниками 1/2 фіналу (тобто умовно кажучи: «бронзовими призерами»). Починаючи з 1932/33 сезону команди вже грали по принципу «підвищення в класі» в національний чемпіонат Румунії (в різний період: «Дивізія А», «Дивізія B» та «Дивізія C») — у найвищому дивізіоні Румунії (нині Суперліга) в сезоні 1937/38 виступав «Драгош Воде» (Чернівці). Український «Довбуш» двічі був учасником третього за рангом дивізіону Румунії, утвореного в 1936 році (тоді «Дивізія C», нині Ліга 3). Гравцями національної збірної Румунії та учасниками чемпіонату світу були Альфред Айзенбайссер та Роберт Садовський, а саме Альфред увійшов в історію як перший представник з території сучасної України на чемпіонаті світу з футболу (1930).
Після вторгнення радянських військ у 1939—1940 роках в Галичину та Буковину усі клуби ліквідували, створивши натомість нові з «пролетарськими» назвами: «Динамо», «Спартак» та ін.
Найсильніші команди Волині: ВКС (Військовий Клуб Спортивний), «Гасмонея» та «Сокіл» (усі — Рівне), ПКС та ВКС (Луцьк), ВКС (Ковель) у 1922-27 рр. грали у Люблінській окружній лізі, а з 1929 р. — у Волинській окружній лізі але на загальнопольському рівні успіхів не досягали.
Центром закарпатського футболу був Ужгород. Найпопулярнішою командою краю став Спортивний Клуб «Русь», створений у 1925. Ця команда була постійним переможцем першості Закарпаття у 1929—1934 роках. СК «Русь» вигравав чемпіонати Словаччини у 1933 та 1936 роках і був одним з найвідоміших клубів країни. Команда однією з перших у світі почала літати на виїзні ігри на літаку, за що отримала назву «літаюча команда вчителів». Найвідомішими закарпатськими гравцями міжвоєнного періоду були воротар Олекса Бокшай і нападник Геза Калочаї. Бокшай, який у 1937 перейшов з «Русі» до празької «Спарти» став наступником легендарного голкіпера Франтішека Планічки і, окрім багатьох чемпіонських титулів у внутрішній першості, виграв Кубок Мітропи. Уродженець Берегового Калочаї грав у «Спарті» у 1932—1937 рр., був володарем Кубка Мітропи і виступав за збірні Чехословаччини та Угорщини.

### 1940—1961
Німецька окупація не заважала проводити футбольні матчі на заході України, де у 1942 році навіть організували суто українську лігу, що об'єднувала клуби усієї Галичини. Ще восени 1941 розіграно Чаша УЦК «Україна» у фіналі обіграла «Сян» (Перемишль). У 1942, 1943 і 1944 рр. чемпіонами ставали відповідно «Україна» (Львів), «Скала» (Стрий) і «Ватра» (Дрогобич). Також під час окупації союзників Третього рейху на теренах Північної Буковини в сезоні 1942/43 відродили чернівецький «Драгош Воде», який виступав у кубку Румунії.
В Києві влітку 1942 року провели турнір, де виступали угорські, німецькі та румунські військові частини й дві українські команди — «Рух» і «Старт» (або ж по-іншому «Хлібзавод», бо там працювало більшість гравців колективу). Найвідомішими іграми стали зустрічі «Старту» з командою «Флякельф», перша з яких закінчилась перемогою українців 5:1 і було проведено матч-реванш. Через 3 дні — 9 серпня 1942 року «Старт» вдруге переміг німців — 5:3. Після цієї зустрічі відбулися арешти та розстріли київських футболістів, а гра згодом отримала назву «Матч смерті».
Характерною особливістю перших післявоєнних та 50-х років в українському футболі став прихід у найсильніші клуби великої кількості талантів із Закарпаття, серед яких: Ернест Юст, Дезидерій Товт, Михайло Коман, Василь Турянчик, Йожеф Сабо, Ференц Медвідь, Йожеф Беца.
У 1930-х роках у вищій лізі СРСР регулярно грало лише «Динамо» (Київ). «Стахановець» зі Сталіно (зараз — «Шахтар») провів у еліті сезони 1938—1941 і повоєнні 1949—1952. Від 1955-го клуб став постійним учасником найвищого дивізіону. Періодично у «вишці» з'являлися харківські команди «Локомотив» (1949, 1950, 1953 та 1954) і «Авангард» (1960—1963). До «збірної СРСР» футболістів «Динамо» чи «Стахановця» майже не викликали. Першим гравцем українського клубу, який вийшов у матчі за СРСР став Віктор Фомін у 1955 році.
На Олімпіаді в Мельбурні 1956 року грав Йожеф Беца, а в кваліфікації — Іван Мозер. Лише кілька поєдинків зіграли Віктор Каневський (5 ігор) і Олег Макаров (1), а стабільним гравцем збірної з українських футболістів став тільки півзахисник київського «Динамо» Юрій Войнов — єдиний представник українських клубів на чемпіонаті світу 1958 (5), до заявки входили Леонід Островський і Володимир Єрохін. У складі збірної СРСР Юрій Войнов став чемпіоном Європи 1960 року.
У 1954 році «Динамо» вперше завоювало Кубок СРСР.
1956 року збірна УРСР здобули бронзові нагороди на Спартакіаді народів СРСР.
1959 року Секцію футболу УРСР перетворено у Федерацію футболу, чемпіонат республіки у 1960—1969 роках розігрують команди майстрів класу Б.
З 1965 року головним футбольним функціонером у ЦК КПУ став Володимир Щербицький, з чиїм іменем будуть тісно пов'язані успіхи та вплив найсильнішого в УРСР футбольного клубу «Динамо» (Київ).
У 1961 році вперше в історії чемпіонатів Радянського Союзу переможцем стала команда не з Москви — київське «Динамо». Того ж року Кубок здобув «Шахтар» (Сталіно). Український футбол ставав дедалі помітнішим на всесоюзній арені.

### 1962—1975
У 1960—1963 рр. у Вищій лізі виступав харківський «Авангард». У 1962 р. було створено олімпійську збірну СРСР на основі київського «Динамо» на чолі з В'ячеславом Соловйовим, за яку в офіційних матчах грали В. Серебрянников(5), А. Біба (4), В. Лобановський — капітан (2), а також у контрольних іграх — В. Турянчик, О. Базилевич, Й. Сабо, В. Щегольков.
На чемпіонаті світу 1962 року за збірну СРСР у нападі грав київський «динамівець» Віктор Каневський (2), були у складі Йожеф Сабо, Віктор Серебрянников, Володимир Маслаченко.
2 вересня 1965 року «Динамо» (Київ) першим з українських і радянських команд зіграло в єврокубках (виїзна перемога над північноірландським «Колрейном» 6:1, автор 1-го голу Андрій Біба).
«Динамо» (Київ) під керівництвом Віктора Маслова 1966—1968 роках повторило рекорд ЦСКА (Москва) перемігши у 3-х чемпіонатах СРСР поспіль. У 1966 році відрив киян від «срібного» призера, ростовського СКА досяг 9 очок (тоді давали 2 очки за перемогу). Найкращим футболістом СРСР 1966 року визнали півзахисника «Динамо» Андрія Бібу.
На чемпіонаті світу 1966 року за збірну СРСР грали Йожеф Сабо (4), Валерій Поркуян (3 гри/4 голи), Віктор Серебряніков (2), Леонід Островський (2) був у заявці і голкіпер Віктор Банников. Збірна СРСР дісталася до півфіналу — досягнення, яке збірній вже не вдасться повторити чи перевершити.
На чемпіонаті Європи 1968 року грали Анатолій Бишовець (2), Володимир Капличний (2), в заявці були Володимир Левченко, Володимир Мунтян та Євген Рудаков.
На чемпіонаті світу 1970 року виступало 8 українців А. Бишовець (4/4), В. Хмельницький (4/1), В. Мунтян (4), В. Капличний (3), В. Серебрянников (2), А. Пузач (2), В. Поркуян і Л. Шмуц (0).
У 1969 році Кубок СРСР виграли «Карпати» (Львів).
У 1972 році чемпіоном СРСР стала ворошиловоградська «Зоря», а у 1974 році всесоюзну «бронзу» виграв одеський «Чорноморець», який тільки-но повернувся з Першої ліги.
У період від 1965 до 1975 року «Динамо» (Київ) тільки 1 раз опускалося нижче від 2-го місця в першості СРСР (7-ме місце у 1970), підсумок тих 11 сезонів: 6 чемпіонств і 4 віце-чемпіонства. 1969 року найкращим футболістом СРСР було названо Володимира Мунтяна, 1971 року — Євгена Рудакова.
Серед учасників ЧЄ 1972 (віце-чемпіонство) 9 гравців представляли клуби УРСР — «Динамо» Є. Рудаков(2/-3), В. Трошкін (2), В. Колотов (2), В. Матвієнко (0), М. Фоменко(0), В. Мунтян (0), «Шахтар» А. Коньков (2/1), «Зорю» В. Онищенко (2) і «Карпати» Е. Козинкевич (1), в також В. Капличний (2), В. Банников (0), що грали за московські клуби.
На турнірі в Бразилії Кубок незалежності СРСР представляли футболісти «Зорі» (13) і А.Бишовець та грузин Асатіані і Е. Ловчев з Москви.
На Олімпіаді-72 в Мюнхені бронзу здобули Є. Рудаков, О. Блохін, В. Колотов, Й. Сабо, А. Куксов, Ю. Єлисеєв, В. Онищенко, В. Семенов. Того ж року чемпіонат сенсаційно виграла «Зоря» (Ворошиловград) — вперше це зробила команда не з столиці якоїсь із радянських республік, а зі звичайного обласного центру. «Динамо» було другим, а 6-е місце посів новачок «вишки» «Дніпро», де наставником працював молодий тренер Валерій Лобановський.
Колишній нападник київського «Динамо» наприкінці 1973 року повертається до Києва і з динамівського колективу ліпить сильну навіть за європейськими мірками команду. «Динамо» здобуває Кубок володарів кубків і Суперкубок УЄФА 1975. «Золотий м'яч» найкращому гравцю Європи від «Франс футболу» отримує нападник киян Олег Блохін. Лобановського призначають наставником збірної СРСР.
Блохіна визнавали найкращим футболістом України у 1972, 1973, 1974, 1975, 1976, 1977, 1978, 1980 і 1981 роках та найсильнішим гравцем СРСР у 1973, 1974 та 1975 роках.

### 1976—1992
. 

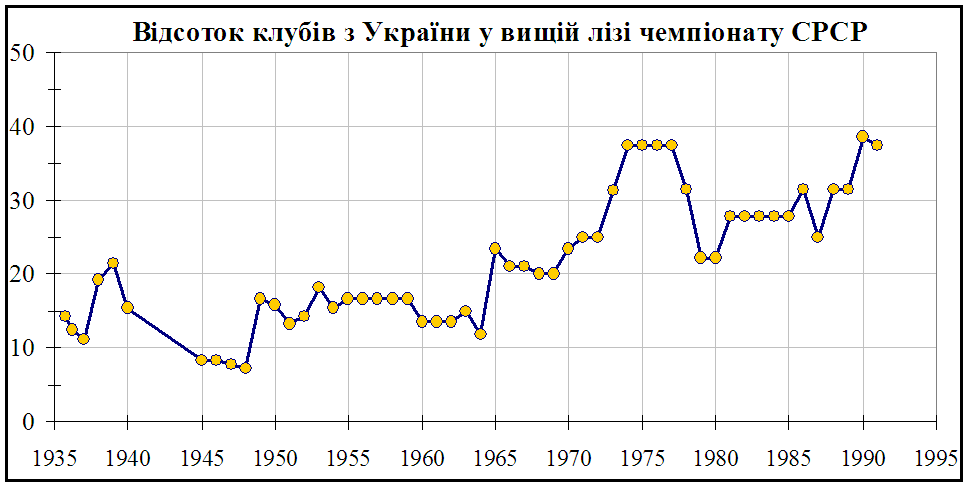

До війни в еліті радянського футболу грало тільки «Динамо» (Київ). З 50-х років до нього приєднався «Шахтар» (Донецьк). Потім у Вищій лізі закріпились «Чорноморець», «Металіст» і «Дніпро». У 1974—1977 роках серед 16 учасників Вищої ліги чемпіонату СРСР було 6 команд з УРСР, тобто — 37,5 %. Це був найвищий показник за всі роки існування чемпіонату. Вища частка буде лише у першості 1990 року, коли від участі у чемпіонаті відмовляться клуби Прибалтики та Грузії.
На Олімпіаді в Монреалі 1976 року грали кияни В. Трошкін. А. Коньков. В. Матвієнко. М. Фоменко. С. Решко. В. Звягінцев. Л.Буряк. В. Колотов. В. Веремеєв. В. Онищенко. О. Блохін (тренери В.Лобановський. і О. Базилевич).
«Динамо» (Київ) ставало чемпіоном у 1977, 1980, 1981, 1985, 1986, 1990 роках. У 1979 році віце-чемпіоном країни стає донецький «Шахтар», а найкращим бомбардиром та гравцем року є нападник Віталій Старухін.
На чемпіонаті світу 1982 року В. Лобановський був разом з Н. Ахалкаці асистентом головного тренера зірної СРСР К. Бєскова. У складі були А. Дем'яненко(5), В. Безсонов (5), Ю. Суслопаров (1), А. Баль (4/1), С. Балтача (5), Л. Буряк (0), В. Євтушенко (0), В. Чанов (0), О. Блохін (5/1). Після стабільних успіхів київських «динамівців» Валерія Лобановського знову призначили тренером збірної СРСР (1982—1983 та 1986—1990).
На початку 1980-х років у Дніпропетровську зібрався колектив футболістів, який почав боротьбу за медалі у радянських першостях — Сергій Краковський, Микола Павлов, Геннадій Литовченко, Олег Таран та Олег Протасов. «Дніпро» виграв першість Союзу у 1983 (під керівництвом Володимира Ємця) і 1988 (під керівництвом Євгена Кучеревського). 1984 року найкращим футболістом країни назвали Геннадія Литовченка, 1987 року — Олега Протасова. Протасов встановлює рекорд результативності сезону 1985 — 35 голів, отримав «Срібний бутс». Цей результат (35 голів за сезон) став найкращим у всіх першостях СРСР.
Олег Блохін входить у лідери за кількістю матчів, голів як за «Динамо» так і за збірну СРСР. Київське «Динамо» виграло Кубок володарів кубків 1986.
На чемпіонаті світу у Мексиці 1986 року у складі команди СРСР було 12 «динамівців» І. Бєланов (4/4), О. Заваров(4/1), О. Кузнецов (4), А. Дем'яненко (3), В. Безсонов(3), І. Яремчук (3/2), П. Яковенко (3/1), В. Рац (3/1), В. Євтушенко (3), А. Баль (2), О. Блохін (2/1), В.Чанов (1) та 3 «дніпровці» Г. Литовченко (1), О. Протасов (1) С. Краковський (0). «Франс футбол» визнав Ігоря Бєланова найкращим гравцем Європи 1986 року.
Склад київського «Динамо» зразку 1985—1988 років з повним правом можна вважати «золотим» складом як самої команди, так і збірної СРСР. До нього входили Віктор Чанов, Сергій Балтача, Володимир Безсонов, Анатолій Дем'яненко, Олег Кузнецов, Андрій Баль, Олексій Михайличенко, Василь Рац, Іван Яремчук, Павло Яковенко, Олександр Заваров, Ігор Бєланов, Олег Блохін, Вадим Євтушенко. Київських «динамівців» — підопічних Лобановського, називають найкращими футболістами СРСР: Анатолія Дем'яненка (1985), Олександра Заварова (1986), Олексія Михайличенка (1988).
На чемпіонаті Європи у ФРН 1988 року у складі збірної СРСР було 11 «динамівців»: В. Чанов(1) В. Безсонов(3), О. Кузнецов (4), А. Дем'яненко(4), В. Рац (5/1, С. Балтача (1), Г. Литовченко(4/1), О. Михайличенко(5/1), О. Заваров(5/1), О. Протасов(5/2) І. Бєланов(4) та 1 «дніпровець» Іван Вишневський (0) (тренер В. Лобановський).
На Олімпіаді 1988 року у Сеулі «золото» здобули: О. Михайличенко, В. Лютий, Є. Яровенко, В. Тищенко, Є.Чередник.
На чемпіонаті світу в Італії 1990 року за збірну СРСР грали: І. Яремчук (1), О.Заваров (3), Г. Литовченко(3), О. Протасов (3/1), В. Рац(1), В. Чанов (0), В. Лютий (1), О.Кузнецов (3), В. Безсонов (2). А. Дем'яненко (1).
На чемпіонаті Європи 1992 року грала збірна СНД. В її складі були О. Кузнецов (3), О. Михайличенко (3), В. Лютий (2), А. Цвейба (2), А. Канчельскіс (3), С. Юран (3), В. Онопко(3) (тренер А. Бишовець).

### З 1991 року
Федерація футболу України 13 грудня 1991 року оголосила про свою самостійність та вийшла із складу ФФ СРСР. Перший офіційний матч під егідою незалежної ФФУ відбувся 10 лютого 1992 року в Хустському районі Закарпатської області — поєдинок 1/32 фіналу кубка України, в якому зустрілись хмельницьке «Поділля» та чернівецька «Буковина»: матч завершився результативною нічиєю 1:1, після чого в серії післяматчевих пенальті чернівецька команда здобула перемогу 3:1.
Першим президентом ФФУ став Віктор Банніков. Наступного року організація стала членом ФІФА та УЄФА, але жеребкування відбору до чемпіонату світу 1994 відбулося раніше. Тому новостворені пострадянські федерації (окрім Росії, а також Естонії, Латвії та Литви, які були поновлено у ФІФА) до початку кваліфікації до чемпіонату Європи 1996 грали тільки  товариські матчі. Ряд гравців провели кілька товариських ігор за збірну України, але потім виступали за Росію (наприклад, Олег Саленко — найкращий бомбардир ЧС 1994 (6), Юрій Нікіфоров, Ілля Цимбалар).
Чимало сильних гравців повиїжджало за кордон, від колишньої радянської системи підготовки юних гравців залишилося дуже мало. Першим чемпіоном України стала сімферопольська «Таврія», яка перемогла у вирішальній грі «Динамо» (Київ). Першим володарем Кубка України став одеський «Чорноморець», який переграв у фінальному матчі у додатковий час харківський «Металіст» 1:0. Збірну формували на основі «Динамо», «Чорноморця», «Дніпра», куди лише в 1996 році, після шести років праці на Близькому Сході, повернувся Валерій Лобановський. Він зробив ряд футболістів зірками світового класу, які невдовзі поїхали грати до закордонних клубів (Андрій Шевченко, Олег Лужний, Каха Каладзе, Сергій Ребров). У 2004 році український легіонер «Мілана» (Італія) Андрій Шевченко виграв «Золотий м'яч» — приз найкращому футболістові Європи.
Сильнішав клубний футбол — прийшовши на пост президента донецького «Шахтаря», мільярдер Рінат Ахметов, завдяки вдалим капіталовкладенням зробив донетчан рівним суперником для київського «Динамо».
Збірна України у 1997—2001 роках тричі поспіль не потрапляла на міжнародні чемпіонати через поразки у вирішальному плей-оф. Першим серйозним турніром, куди потрапила національна команда, став чемпіонат світу 2006 року. Наставник «синьо-жовтих» Олег Блохін ще за тур до кінця забезпечив упевнене перше місце у відбірковій групі, де суперниками українців були збірні Туреччини, Греції та Данії. На самому чемпіонаті Україна сенсаційно дійшла аж до 1/4 фіналу. За підсумками 2006 року Олег Блохін потрапив до списку 10 найкращих тренерів світу.
20 травня 2009 року донецький «Шахтар» став володарем Кубка УЄФА, у фіналі перемігши німецький «Вердер» в додатковий час 2:1.
У сезоні 2008/09 років українські клуби встановили власний історичний рекорд за набраними очками у таблиці коефіцієнтів УЄФА, увійшовши до першої п'ятірки Європи.
У 2015 році «Дніпро», під керівництвом Мирона Маркевича, сенсаційно вийшов у фінал Ліги Європи, поступившись у ньому «Севільї» з рахунком 2:3.
Олімпійська збірна України з футболу в офіційних поєдинках дебютує на Літніх Олімпійських іграх 2024 року у Франції під керівництвом Руслана Ротаня.

## Символічна збірна за голосуванням на сайті UA-Футбол (з 2006 року)

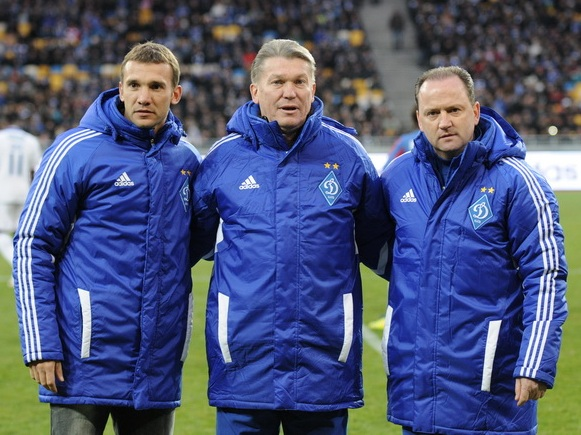
Андрій Шевченко, Олег Блохін та Ігор Бєланов

Символічна збірна — 11 найкращих гравців, яких щорічно вибирають читачі інтернет-сторінки UA-Футбол.
| Рік  | Воротар               | Захисники                                                            | Півзахисники                                                                 | Нападники                                   | Тренер                       |
| ---- | --------------------- | -------------------------------------------------------------------- | ---------------------------------------------------------------------------- | ------------------------------------------- | ---------------------------- |
| 2006 | Богдан Шуст           | Володимир Єзерський Дмитро Чигринський Андрій Русол Андрій Несмачний | Олег Гусєв Анатолій Тимощук Сергій Назаренко Матузалем                       | Андрій Воронін Андрій Шевченко              | Олег Блохін                  |
| 2007 | В'ячеслав Кернозенко  | Дарійо Срна Андрій Русол Папа Гуйє Резван Рац                        | Олег Гусєв Анатолій Тимощук Сергій Назаренко Фернандінью                     | Ісмаель Бангура Олександр Гладкий           | Олег Протасов                |
| 2008 | Станіслав Богуш       | Дарійо Срна Тарас Михалик Папа Гуйє Северин Ґанцарчик                | Ілсінью Анатолій Тимощук Олександр Алієв Вілліан                             | Артем Мілевський Жажа Коелью                | Мирон Маркевич               |
| 2009 | Андрій П'ятов         | Дарійо Срна Папа Гуйє Дмитро Чигринський Резван Рац                  | Андрій Шевченко Огнен Вукоєвич Олександр Рикун Вілліан                       | Євген Селезньов Луїс Адріану                | Мірча Луческу                |
| 2010 | Андрій П'ятов         | Дарійо Срна Ярослав Ракицький Дмитро Чигринський Резван Рац          | Анатолій Тимощук Дуглас Коста Євген Коноплянка Ігор Худоб'як                 | Євген Селезньов Марко Девіч                 | Мірча Луческу                |
| 2011 | Олександр Рибка       | Крістіан Вільягра Папа Гуйє Марко Торсільєрі В'ячеслав Шевчук        | Анатолій Тимощук Олег Гусєв Вілліан Клейтон Шав'єр                           | Марко Девіч Андрій Воронін                  | Мирон Маркевич               |
| 2012 | Олександр Шовковський | Дарійо Срна Бетао Майкл Одібе Ярослав Ракицький                      | Фернандінью Євген Коноплянка Олег Гусєв Вілліан                              | Марко Девіч Майкон                          | Мірча Луческу                |
| 2013 | Євген Боровик         | Євген Хачеріді Папа Гуйє В'ячеслав Шевчук Дарійо Срна                | Руслан Ротань Клейтон Шав'єр Хосе Соса                                       | Роман Зозуля Генріх Мхітарян Браун Ідейє    | Мирон Маркевич               |
| 2014 | Дмитро Безотосний     | Дарійо Срна Володимир Костевич Пабло Фонтанельйо В'ячеслав Чечер     | Руслан Ротань Джаба Канкава Андрій Ярмоленко Євген Коноплянка Клейтон Шав'єр | Марко Девіч                                 | Хуанде Рамос Роман Григорчук |
| 2015 | Микита Шевченко       | Дарійо Срна Володимир Костевич Андрій Пилявський Євген Хачеріді      | Джордже Лазіч Максим Малишев Андрій Ярмоленко Джермейн Ленс Алекс Тейшейра   | Олександр Гладкий                           | Юрій Вернидуб                |
| 2016 | Андрій П'ятов         | Дарійо Срна Євген Хачеріді Ярослав Ракицький Едуард Соболь           | Фред Тарас Степаненко Віктор Коваленко Андрій Ярмоленко Марлос               | Жуніор Мораес                               | Юрій Вернидуб                |
| 2017 | Євген Боровик         | Дарійо Срна Рафаель Форстер Давид Хочолава Ісмаїлі                   | Тарас Степаненко Андрій Богданов Іван Петряк Андрій Ярмоленко Тайсон         | Факундо Ферейра                             | Роман Санжар                 |
| 2018 | Андрій Лунін          | Томаш Кендзьора Ярослав Ракицький Микита Бурда Ісмаїлі               | Фред Тарас Степаненко Марлос Тайсон Віктор Циганков                          | Факундо Ферейра                             | Паулу Фонсека                |
| 2019 | Андрій П'ятов         | Денис Фаворов Микола Матвієнко Богдан Михайліченко                   | Віктор Циганков Тарас Степаненко Дмитро Гречишкін Тайсон                     | Кирило Ковалець Жуніор Мораес Богдан Лєднєв | Віктор Скрипник              |
| 2020 | Георгій Бущан         | Додо Андрій Гітченко Микола Матвієнко Віталій Миколенко              | Тарас Степаненко Микола Шапаренко Віталій Буяльський Віктор Циганков Тайсон  | Шахаб Захеді                                | Віктор Скрипник              |